# Lycoris
Lycoris Desktop/LX – komercyjna dystrybucja Linuksa dla początkujących, oparta na Debianie. Stylistyką nawiązuje do Windows XP. 
Firma Lycoris powstała w 2000 r. 15 czerwca 2005 ogłoszono jej wykupienie przez Mandrivę i zapowiedziano integrację Desktop/LX Personal z Mandriva Discovery. Ta Dystrybucja nie jest rozwijana.